# Тонких Федір Петрович
Фе́дір Петро́вич Тонки́х (рос. Фёдор Петрович Тонких; нар. 3 (16) вересня 1912 — пом. 12 січня 1987) — радянський воєначальник і науковець, доктор військових наук (1970), професор (1972), генерал-полковник (1971). Герой Соціалістичної Праці (1976).

## Життєпис
Народився 16 вересня 1912 року в селі Подворкі, нині Грязінський район Липецької області РФ, в селянській родині. Росіянин. 1933 року закінчив 1 курс Воронезького сільськогосподарського інституту.
До лав РСЧА призваний Воронезьким МВК у 1933 році. 1936 року закінчив Московську артилерійську школу імені Л. Б. Красіна. З 1936 по 1938 роки командував взводом управління 2-го артилерійського полку в Московському ВО. Член ВКП(б) з 1938 року. 1941 року закінчив Військову артилерійську академію імені Ф. Е. Дзержинського.
Учасник німецько-радянської війни з вересня 1941 року. Воював на Північно-Західному, Волховському, Ленінградському, Сталінградському, Південному, 3-у Білоруському фронтах.
Війну старший лейтенант Ф. П. Тонких зустрів заступником командира 884-го винищувального протитанкового артилерійського полку. З листопада 1941 року — начальник штабу артилерії 11-ї стрілецької дивізії, з грудня того ж року — начальник штабу 884-го винищувального протитанкового артилерійського полку, з весни 1942 року — начальник штабу артилерії 24-ї гвардійської стрілецької дивізії. З літа 1942 року — командир 50-го гвардійського артилерійського полку цієї ж дивізії.
У січні 1943 року отримав важке поранення, після одужання працював в Управлінні бойової підготовки Головного управління командуючого артилерією РСЧА. З червня 1944 року підполковник Ф. П. Тонких — командир 52-го гвардійського артилерійського полку 18-ї гвардійської стрілецької дивізії. Війну закінчив на посаді командувача артилерією 83-ї гвардійської стрілецької дивізії.
З травня 1945 по жовтень 1946 року працював в Головному розвідувальному управлінні (ГРУ ГШ), був членом військової місії в Японії та на Філіппінах, учасник радянсько-японської війни.
З грудня 1946 року — науковий співробітник Артилерійського стрілецько-тактичного комітету й начальник відділу бойового застосування артилерії в Академії артилерійських наук СРСР. З вересня 1949 року — заступник командира, а лютого 1951 року — командир 16-ї гарматної артилерійської бригади РВГК в Одеському ВО. З листопада 1954 року — командир 23-ї інженерної бригади особливого призначення.
1956 року присвоєне військове звання «генерал-майор». З 1 грудня 1956 по 30 вересня 1959 року — начальник Ростовського вищого артилерійського інженерного училища.
З вересня 1959 року на відповідальній роботі в Головному штабі Ракетних військ стратегічного призначення СРСР (РВСП СРСР): заступник начальника Головного штабу, а з березня 1960 року — заступник Головнокомандувача РВСП з бойової підготовки та військово-навчальних закладів, з червня 1961 року — заступник Головнокомандувача РВСП з бойової підготовки — начальник бойової підготовки РВСП. Брав участь у державних випробуваннях ракетної техніки й ядерного озброєння РВСП, керував освоєнням у військах новітніх бойових комплексів ракет-носіїв ядерної зброї «Роза» і «Тюльпан». З вересня 1959 по квітень 1963 року — член Військової Ради РВСП. 1963 року присвоєне військове звання «генерал-лейтенант».
З квітня 1963 року — заступник начальника, а з 30 вересня 1969 по 16 грудня 1985 року — начальник Військової академії імені Ф. Е. Дзержинського.
В грудні 1985 року генерал-полковник Ф. П. Тонких вийшов у запас. Мешкав у Москві, де й помер 12 січня 1987 року. Похований на Кунцевському цвинтарі

## Нагороди
Указом Президії Верховної Ради СРСР від 9 вересня 1976 року за видатні заслуги в створенні зразків озброєння, генерал-полковнику Тонких Федору Петровичу присвоєне звання Героя Соціалістичної Праці з врученням ордена Леніна і медалі «Серп і Молот».
Також був нагороджений орденом Жовтневої Революції (1982), чотирма орденами Червоного Прапора (02.03.1943, 24.04.1945, 1953, 1972), орденами Трудового Червоного Прапора (1962), Олександра Невського (02.12.1944), Вітчизняної війни 1-го ступеня (11.03.1985), орденом Червоної Зірки (1948), «За службу Батьківщині в Збройних Силах СРСР» 3-го ступеня (1975) і медалями.
За плідну роботу з удосконалення озброєння Тонких Ф. П. в листопаді 1970 року був удостоєний Державної премії СРСР.